# Discurso sobre el colonialismo
Discurso sobre el colonialismo (titulado originalmente en francés como Discours sur le colonialisme) es un ensayo escrito por el poeta y político martiniqueño Aimé Césaire. Fue publicado por primera vez en 1950 en París por Éditions Réclame, una pequeña editorial asociada con el Partido Comunista Francés (PCF). Cinco años después, lo editó y volvió a publicar con la editorial Présence africaine (París y Dakar). El ensayo es considerado un texto de referencia dentro de la literatura antiimperialista, decolonial y antirracista.
Césaire escribió su libro en un estilo poético, discutiendo los efectos negativos de la colonización en las colonias. Escribe en prosa poética como «un método para lograr la clarividencia, para obtener el conocimiento que necesitamos para avanzar». Debido a su «tono duro y declaraciones radicales», el ensayo ha sido comparado con «una declaración de guerra» al colonialismo.Frantz Fanon colocó una cita del Discurso sobre el colonialismo como epígrafe de su primer libro, Piel negra, máscaras blancas, publicado en 1952.

## Argumento
El Discurso sobre el colonialismo de Césaire sostiene que el colonialismo no fue y nunca había sido un movimiento benévolo cuyo objetivo fuera mejorar la vida de los colonizados; en cambio, los motivos de los colonos eran la explotación económica completamente egocéntrica. Según Césaire, al establecer colonias y luego explotarlas, las potencias coloniales europeas han creado dos problemas principales: el problema del proletariado y el problema colonial. Al describir el problema colonial que ha creado la civilización europea, llama a Europa "indefendible", cuyos colonizadores no pueden malinterpretarse como positivos. Césaire discute la relación entre civilización y salvajismo y señala la hipocresía del colonialismo. Afirma que es irónico que los colonizadores esperaran librar a los países que colonizaron de "salvajes", pero en realidad, al matar, violar y destruir la tierra en la que vivían esos "salvajes", ellos mismos eran salvajes. Su interpretación invierte la narrativa común, para señalar la autonomía que existió en la colonización de tierras extranjeras.
Basa su argumento en la afirmación de que «nadie coloniza inocentemente, que nadie coloniza impunemente tampoco; que una nación que coloniza, que una civilización que justifica la colonización -y por lo tanto la fuerza- es ya una civilización enferma, una civilización que es moralmente enferma, que irresistiblemente, progresando de una consecuencia a otra, de una negación a otra, llama a su Hitler, quiero decir a su castigo». Él etiqueta a los colonizadores como bárbaros por su trato a los de las colonias. Él define la relación como una relación limitada a «trabajo forzado, intimidación, presión, policía, impuestos, robo, violación, cultivos forzosos, desprecio, desconfianza, arrogancia, autocomplacencia, porquería, élites sin cerebro, masas degradadas».
Además, Césaire también reconoce la construcción racial de la relación. Al identificar la relación colonial como una basada en la raza, establece comparaciones entre su hogar en Martinica y las colonias en África. Al equiparar el racismo, la barbarie y el colonialismo, afirma que la colonización es una forma de deshumanización que resulta del racismo de Europa contra las poblaciones negras en África y el Caribe. Escribe que Hitler difería a los ojos de los europeos porque «aplicó a Europa procedimientos colonialistas que hasta entonces habían estado reservados exclusivamente para los árabes de Argelia, los 'culies' de la India y los 'niggers' de África», lo que significa que, al perseguir a los europeos blancos, Hitler produjo violencia más comúnmente reservada para las poblaciones no blancas, argumentando: «toleraron ese nazismo antes de que les fuera infligido, lo absolvieron, cerraron los ojos ante él, lo legitimaron, porque, hasta entonces, se había aplicado sólo a los pueblos no europeos».

## Publicación
Fue publicado por primera vez en 1950 en París por Éditions Réclame, una pequeña editorial asociada con el Partido Comunista Francés (PCF). Cinco años después, Césaire editó el texto y lo volvió a publicar con la editorial Présence Africaine en París y Dakar.
En 1966 se realizó una traducción parcial del ensayo al castellano y fue publicado en la revista Casa de las Américas (núm. 36-37) en Cuba. En 2006 se realizó la primera publicación completa al castellano en Madrid por Ediciones Akal. La traducción del francés en esa edición fue realizada por Juanmari Madariaga, Beñat Baltza Álvarez y Mara Viveros Vigoya.

## Recepción
El texto, concebido como un discurso, es un panfleto que demuestra el talento del autor como alguien afectado por la colonización, al hacer que los colonizadores toquen su propia melodía, pero que no reconocen por mucho tiempo. Con ello, la recepción en Francia estuvo inicialmente limitada. Con la creciente posibilidad desde la década de 1990 de analizar críticamente su propia época colonial, el Discurso sobre el colonialismo se convirtió por primera vez en tema de examen en el bachillerato francés en 1994, pero fue eliminado del programa por el entonces Ministro de Educación, François Bayrou, quien aunque admiraba a Césaire, encontró exagerada la comparación del nazismo con el colonialismo, después de que surgieron protestas en la Asamblea Nacional.
En la academia, el texto continuó desplegando su efecto en Frantz Fanon, alumno de Césaire en Martinica, en Domenico Losurdo y en 2001 en la escritora afrocolombiana residente en Francia, Rosa Amelia Plumelle-Uribe, quien en su libro La férocité blanche. Des non-Blancs aux non-Aryens: génocides occultés de 1492 à nos jours (2004 en castellano: Ferocidad blanca: de no blancos a no arianos, estos genocidios ocultos desde 1492 hasta nuestros días) retoma y sigue con más fuerza la huella del colonialismo en el nazismo mencionada una y otra vez por Césaire.
La socióloga colombiana Mara Viveros Vigoya escribió que el libro de Césaire se develan «los primeros supuestos epistemológicos del universalismo occidental y planteó una de las críticas más devastadoras al Siglo de las Luces y sus formas de exclusión y jerarquías. Escrito justo después de la Segunda Guerra Mundial, el Discurso sobre el colonialismo es una de las interpelaciones más fuertes del colonialismo y el racismo como vectores inherentes del capitalismo y la modernidad occidental e incluso podría considerarse como un precursor de las críticas al pensamiento y las prácticas del desarrollo internacional».